# Rutiderma antiqua
Rutiderma antiqua is een mosselkreeftjessoort uit de familie van de Rutidermatidae. De wetenschappelijke naam van de soort is voor het eerst geldig gepubliceerd in 1981 door Herrig.